# Il-Kantilena
Il-Kantilena (La Cantilène) est un texte poétique qui est le plus ancien texte littéraire connu en langue maltaise. Il est attribué à Pietru Caxaro, écrit en maltais ancien à la dernière page d'un registre notarial de son neveu Brandano, registre daté de décembre 1533 à mai 1563. Il est daté d'avant 1485, année de la mort de Caxaro, probablement même de 1470.
Il a été trouvé en 1966 par le professeur Godfrey Wettinger et le père Michael Fsadni qui dépouillaient des archives notariales.

## Présentation
Les textes ci-dessous sont extraits de Wettinger / Fsadni et de Cohen / Vanhove.
| Texte original en latin texte incomplet Aliquantulum exhilaratus memorans contilenam diu compo sitam quondam mei maioris Petri de Caxaro clara propago : te cupiant ninphe te tua musa curavit quam lingua melitea hic subicio | Traduction de Wettinger / Fsadni Somewhat enlivened in recalling a song composed long ago by my late ancestor, Peter de Caxaro, philosopher, poet and orator, of whom it was once said : Manufacture a peu for Caxaro, I entreat you, O noble progeny : let the nymphs seek thee ; let thy Muse ... [invite, call, inspire]thee', I write it down here in the Maltese langage. |

## Texte en maltais
Les textes ci-dessous sont extraits de Wettinger / Fsadni et de Cohen / Vanhove.
| Texte original « Xideu il cada ye gireni tale nichadithicum Mensab fil gueri uele nisab fo homorcom Calb mehandihe chakim soltan ui le mule Bir imgamic rimitne betiragin mucsule Fen hayran al garca nenzel fi tirag minzeli Nitla vu nargia ninzil deyem fil bachar il hali. Huakit hi mirammiti lili zimen nibni Mectatilix mihallimin me chitali tafal morchi fen timayt insib il gebel sib tafal morchi vackit hi mirammiti. Huakit by mirammiti Nizlit hi li sisen Mectatilix li mihallimin ma kitatili li gebel fen tumayt insib il gebel sib tafal morchi Huakit thi mirammiti lili zimen nibni Huec ucakit hi mirammiti vargia ibnie biddilihe inte il miken illi yeutihe Min ibidill il miken ibidil i vintura haliex liradi ’al col xibir sura hemme ard bayad v hemme ard seude et hamyra Hactar min hedann heme tred mine tamara. » | Texte en maltais moderne « Xidew il-qada, ja ġirieni, talli nħadditkom, Ma nsab fil-weri u la nsab f’għomorkom Qalb m’għandha ħakem, sultan u la mula Bir imgħammiq irmietni, b’turġien muħsula, Fejn ħajran għall-għarqa, ninżel f’taraġ minżeli Nitla’ u nerġa’ ninżel dejjem fil-baħar il-għoli. Waqgħet hi, imrammti, l’ili żmien nibni, Ma ħtatlix mgħallmin, ’mma qatagħli tafal merħi; Fejn tmajt insib il-ġebel, sibt tafal merħi; Waqgħet hi, imrammti. Waqgħet hi, imrammti, niżżlet hi s-sisien, Ma ħtatlix l-imgħallmin, ’mma qatagħli l-ġebel; Fejn tmajt insib il-ġebel, sibt tafal merħi; Waqgħet hi, imrammti, l’ili żmien nibni. U hekk waqgħet hi, imrammti! w erġa’ ibniha! Biddilha inti l-imkien illi jewtiha; Min ibiddel l-imkien ibiddel il-vintura; Għaliex l-iradi għal kull xiber sura: Hemm art bajda, w hemm art sewda u ħamra. Aktar minn hedawn hemm trid minnha tmarra. » |

## Traductions
Les textes ci-dessous sont extraits de Wettinger / Fsadni et de Cohen / Vanhove.
| Traduction anglaise de Wettinger / Fsadni « Witness my predicament, my friends (neighbours), as I shall relate it to you: never has there been, neither in the past, nor in your lifetime, A [similar] heart, ungoverned, without lord or king (sultan), That threw me down a well, with broken stairs Where, yearning to drown, I descend the steps of my downfall, Climb back up, only to go down again in this sea of woe. It(she) fell, my edifice, [that] which I had been building for so long, It was not the builders’ fault, but (of) the soft clay (that lay beneath); Where I had hoped to find rock, I found loose clay It(she) fell, my building! It(she) fell, my building, its foundations collapsed; It was not the builders’ fault, but the rock gave way, Where I had hoped to find rock, I found loose clay It (she) fell, my edifice, (that) which I had been building for so long, And so, my edifice subsided, and I shall have to build it up again, change the site that caused its downfall Who changes his place, changes his fate! for each (piece of land) has its own shape (features); there is white land and there is black land, and red But above all, you must stay clear of it. » | Traduction française de Cohen / Vanhove « Arrêtez vos occupations, ô mes voisins, je viens vous raconter Ce qui se trouve ni dans le passé ni de votre temps Un cœur qui n'a ni souverain, ni maître, ni seigneur Dans un puits profond, il m'a jeté par des marches usées Où désespéré d'amour, pour me noyer je descends les marches de mon destin Je monte et je redescends toujours dans les vapeurs bouillonnantes. Il s’est écroulé, le chantier de ma maison que je construis depuis longtemps, Ce ne fut pas faute d'ouvriers, mais ce qui a cédé c'est l'argile molle Où j'espérais trouver des pierres, j’ai trouvé de l’argile molle. Il s’est écroulé, le chantier de ma maison. Il s’est écroulé, le chantier de ma maison, il s'est affaissé jusqu'aux fondations Ce ne fut pas faute d'ouvriers, mais les pierres m'ont fait défaut Où j'espérais trouver des pierres, j’ai trouvé de l’argile molle Il est tombé le chantier que je construis depuis longtemps. Et c'est ainsi qu'il est tombé le chantier de ma maison. Reconstruis-la ! Toi, change-la pour une place qui lui convient Qui change de lieu, change le destin. Car aux terres de tout empan correspond une forme Il y a une terre blanche et une terre noire d'asphalte Choisis parmi elles ! Il y en a dont tu désires le fruit. » |

## Authenticité du document

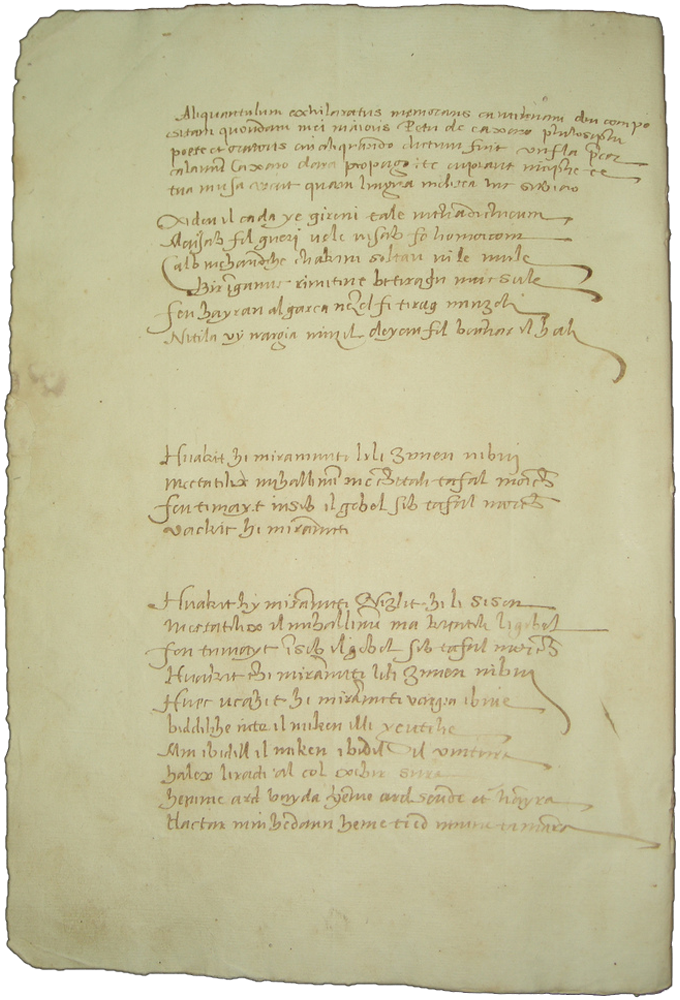
Il-Kantilena, le plus vieux texte écrit en maltais ancien.

Wettinger raconte les conditions de la découverte de ce document pour expliquer son authenticité. Il faisait des recherches sur un tout autre sujet que celle de vieux textes poétiques ; Wettinger travaillait sur l'esclavage à Malte et Fsadni sur les Dominicains au début du XVIe siècle.
Les livres notariaux étaient sortis un à un des archives et consultés en présence du personnel des archives. Ces livres étaient des archives notariales, les pages étaient assemblées en cahier et les cahiers reliés en volume. Certains des volumes pouvaient être de mauvaise conservation, des livrets dé-reliés, des pages détachées des cahiers.
Les volumes des archives du notaire Brandano sont en bon état. Peu de pages sont libres. Le registre daté de décembre 1533 à mai 1563, est en bon état de conservation, aucune page du volume n'est apparemment détachée. À la recherche d'informations sur l'esclavage, Wettinger est donc familier de l'écriture ancienne même si certains textes, en maltais ancien, sont difficiles à la première lecture. Wettinger et Fsadni avaient déjà rencontré de façon épars des petits textes, plutôt des mots, une courte phrase au mieux, qui retranscrivaient un état ancien, archaïsant, du maltais.
C'est en consultant le volume, le 22 septembre 1966, qu'à la dernière page, Wettinger remarque une disposition particulière de texte, une disposition en strophes. Il remarque de suite l'écriture en maltais ancien. Certain de tomber sur un texte intéressant, il en fait part à Fsadi. Ils vérifient ensemble que la page n'est pas un ajout rapporté ensuite dans le volume, mais la page fait bien partie intégrante du cahier qui est lui-même bien relié aux autres cahiers du volume. L'encre était en tout point identique au reste du volume. Le document avait toutes les chances d'être une pièce authentique particulièrement intéressante.

## Datation du poème
Dans le texte qui chapeaute le poème le nom de l'auteur est clairement indiqué : « Petri de Caxaro, philosophe, poète et orateur ». Wettinger et Fsadni ont cherché d'abord à identifier l'auteur. Quatre personnes pouvaient correspondre au personnage nommé et, par recherches, recoupement, il fut possible d'identifier ce Petri de Caxaro et de connaitre sa date de décès, 1485, le XVe siècle, c'était incontestablement le plus vieux texte écrit dans un maltais ancien. Si c'était un texte ancien, c'était aussi un texte isolé qui allait rendre difficile sa compréhension.

## Difficultés de traduction
L'unicité du texte embarrasse les traducteurs du maltais ancien en maltais moderne. Il est, de fait, très difficile de traduire un texte s'il n'existe pas de document comparable. La syntaxe, l'organisation grammaticale, les conjugaisons sont des éléments qui rendent difficile la compréhension et donc la transcription du texte. De plus, certains mots du texte sont complètement incompréhensibles, peu susceptibles d'un rattachement au maltais moderne. Aujourd'hui encore les linguistes n'ont pas trouvé une transcription satisfaisante pour tous. Wettinger et Fsadi ont d'ailleurs livré plusieurs variantes du texte.